# Rhinolophus luctoides
Rhinolophus luctoides är en fladdermus i familjen hästskonäsor som förekommer i Malaysia.
Djuret har nästan samma utseende som Rhinolophus luctus. Skillnader mellan dessa två arter finns i längden av raden med tänder i underkäken samt i konstruktionen av hannens penisben. Individerna har 59 till 65 mm långa underarmar och en vikt av 22 till 32 g. Färgen av pälsen varierar mellan brun, gråbrun och grå. Liksom andra hästskonäsor har arten komplexa hudflikar (blad) på näsan.
Flera exemplar hittades i ett kulligt område vid cirka 600 meter över havet på Malackahalvön. Regionen är täckt av regnskog. Hos en hona hade lätet som används för ekolokaliseringen en frekvens av 42 kHz.
Arten listas inte än av IUCN.